# 加藤一郎 (法学者)
加藤 一郎（かとう いちろう、1922年9月28日 - 2008年11月11日）は、日本の法学者。専門は民法・環境法・医事法。学位は法学博士（東京大学・1961年）。位階は従三位。勲等は勲一等。東京大学名誉教授、学校法人成城学園名誉学園長、日本学士院会員。弁護士。横浜経済専門学校講師、東京大学法学部教授、東京大学法学部学部長、東京大学総長、学校法人成城学園学園長などを歴任した。我妻栄門下。弟子に米倉明、加藤雅信、中山信弘、水野紀子など。

## 概要
東京府出身の法学者であり、民法を専門とする。東大紛争時の東京大学総長代行としても知られる。厚生労働大臣などを歴任した小宮山洋子は実娘。参議院議員として自由民主党に所属した青木一男は岳父。実父は東京税務監督局長や北海道銀行(初代)頭取を務めた大蔵官僚の加藤守一。

## 来歴

### 生い立ち
東京生まれ。地元である成城の旧制成城高等学校尋常科・高等科（現・成城大学）に在籍し、成績優秀で1年の飛び級を果たした後、1941年、東京帝国大学法学部政治学科に入学する。
太平洋戦争の影響により、1943年に繰上げ卒業となったが、特別研究生に就任したため、学徒出陣は免れた。我妻栄の指導の下、戦中時より民法の研究に従事する。戦後の1946年、横浜経済専門学校（現・横浜国立大学）講師となる。

### 法学者として
1948年には東京大学法学部助教授となり、1957年には同大の教授となった。その間、師である我妻栄の下で民法改正や農地法制定などの調査作業を行ったという。また1954年、青年法律家協会の発起人の一人となった。1957年には理論的な体系書『不法行為』（有斐閣法律学全集）を出版した。
1961年、法学博士号（東京大学、学位論文「不法行為」）を取得。
1962年から1963年にかけてハーバード大学ロースクールへ留学する。1968年、東京大学法学部長、同年東大紛争により東京大学総長代行、1969年から1973年まで同総長。1978年から1983年まで東京大学社会科学研究所教授併任。
1983年、東京大学を定年退官、同大名誉教授の称号を授与される。同年から1995年まで、母校でもある成城学園の学園長、後に同名誉学園長になった。
法制審議会の民法部会長を1979年より務める一方で、1970年の日本交通法学会、1973年の公害・環境問題に関する人間環境問題研究会、1977年の医事法学会、1984年の金融法学会、1991年の日本生命倫理学会など、新しい分野での学会の設立に尽力した。
定年退官後、弁護士法第5条により司法試験合格者ではないが法学博士課程を有する大学の法学部法律学科の助教授ならびに教授を5年以上務めた事により弁護士登録、加藤・西田・長谷川法律事務所を開設した。
その他、財団法人交通事故紛争処理センター理事長、証券取引審議会会長、国民生活審議会会長等も多く務め、一時はその肩書きは130を超えていたという。
1987年には紫綬褒章を授与された。1992年には日本学士院会員となり、1996年には勲一等瑞宝章を授与された。
2008年11月11日死去。叙従三位。

## 学説
我妻栄の学説を引き継ぎ、不法行為の相関関係説を発展させた。相関関係説は改正前の民法709条において不法行為成立の要件の一つに「権利ヲ侵害シタル」とあったのを違法性ある行為と読み替え、その判断において被侵害利益の種類と侵害行為の態様を相関関係において判断するという見解である。日本の民法学界では長らく通説的見解であったが近時、平井宜雄らによって徹底的な批判がなされておりその1つに「権利」とは法律上保護されるべき利益であれば足りるのであるからドイツ民法に由来する違法性概念を持ち込む必要はないというものである。現行民法709条は「法律上保護される利益を侵害」すれば足りると規定しており、この改正は従来の判例・学説の流れとの整合性という問題を提起している。

## 活動
- 選択的夫婦別姓と婚外子差別を撤廃する法制審議会の答申をまとめた[1]。

## 門下生
- 森嶌昭夫
- 米倉明（のちの東京大学教授）：弟子に道垣内弘人東京大学名誉教授
- 加藤雅信（加藤が東大総長に就任したため星野英一に引き継ぐ）
- 中山信弘（加藤が東大総長に就任したため来栖三郎に引き継ぐ。のちの東京大学名誉教授）
- 水野紀子

## 著書
- 『不法行為法の研究』
- 『不法行為』（有斐閣法律学全集、1957年）
- その他に学校図書の小学校社会科教科書の監修も担当していた。